# Conurbación de Machala
La Conurbación de Machala o Gran Machala es una conurbación ecuatoriana no oficialmente constituida, por lo anterior, la extensión exacta de esta conurbación varía de acuerdo a la interpretación. Es una área metropolitana formada por Machala y varias parroquias y ciudades aglomeradas, que se extienden entre los cantones de Machala, Arenillas, Atahualpa, El Guabo, Pasaje, Santa Rosa y Camilo Ponce Enríquez en el suroccidente del Ecuador, siendo esta la séptima aglomeración urbana más poblada del país. Se caracteriza por albergar poblaciones de 2 provincias: El Oro y Azuay. Machala es el foco de actividades laborales, comerciales, de estudios y en general el centro neurálgico de esta región, por lo cual aunque ni administrativamente, ni políticamente está definida esta conurbación, en contrapartida sí lo está en cuanto a su funcionalidad y operación. 
En la siguiente tabla se encuentran todas las ciudades y cabeceras parroquiales que se encuentran influenciadas por Machala, pues su actividad económica, social y comercial está fuertemente ligada a Machala; y se encuentran a menos de 50 kilómetros de distancia de la urbe:
| Cantón                 | Parroquia              | Población (2022) |
| ---------------------- | ---------------------- | ---------------- |
| Machala                | Machala                | 301.771          |
| Machala                | El Retiro              | 4.538            |
| El Guabo               | El Guabo               | 35.467           |
| El Guabo               | Barbones               | 7.364            |
| El Guabo               | La Iberia              | 4.433            |
| El Guabo               | Río Bonito             | 6.884            |
| El Guabo               | Tendales               | 5.388            |
| Pasaje                 | Pasaje                 | 60.966           |
| Pasaje                 | Buenavista             | 7.744            |
| Pasaje                 | Caña Quemada           | 2.165            |
| Pasaje                 | Casacay                | 2.887            |
| Pasaje                 | La Peaña               | 4.025            |
| Pasaje                 | Progreso               | 4.906            |
| Pasaje                 | Uzhcurrumi             | 904              |
| Santa Rosa             | Santa Rosa             | 61.493           |
| Santa Rosa             | Bellamaría             | 2.732            |
| Santa Rosa             | Bellavista             | 5.047            |
| Santa Rosa             | Jambelí                | 1.246            |
| Santa Rosa             | La Avanzada            | 2.435            |
| Santa Rosa             | San Antonio            | 1.446            |
| Santa Rosa             | Torata                 | 2.174            |
| Santa Rosa             | Victoria               | 3.726            |
| Atahualpa              | San Juan de Cerro Azul | 302              |
| Arenillas              | Arenillas              | 23.919           |
| Camilo Ponce Enríquez  | Camilo Ponce Enríquez  | 22.810           |
| Conurbación de Machala |                        | 576.772          |